# Broomhouse
Broomhouse (dallo scozzese: Bruimhoose) è un distretto di Edimburgo, capitale della Scozia. È una zona prevalentemente residenziale, con abitazioni popolari. Confina con i quartieri di Sighthill, e Saughton ed è attraversato dalla ferrovia per Glasgow.
In esso troviamo due scuole, di cui una gestita da religiosi, ed anche due congregazioni religiose; senza dimenticare la biblioteca ed il centro medico nelle vicine Sighthill and Corstorphine.  
Nelle vicinanze si trova Saughton House, un palazzo governativo che ospita lo Scottish Executive ed una agenzia di motorizzazione, oltre ad altri uffici governativi.